# Tangara desmaresti
Tangara desmaresti là một loài chim trong họ Thraupidae.